# علیرضا میرعلینقی
سید علیرضا میرعلینقی (متولد ۱۳۴۵ در تهران) روزنامه‌نگار ایرانی، پژوهشگر موسیقی و منتقد هنری است.

## زندگی
میرعلینقی از دوران کودکی به موسیقی و پژوهش راجع به آن علاقه داشت. او چند سال را به یادگیری ویولن و سنتور و ردیف‌های موسیقی گذرانده‌است. او مدتی مسئول آرشیو مرکز موسیقی حوزه هنری بود و مدتی نیز سرپرستی گروه موسیقی دائرةالمعارف اسلامی را بر عهده داشت. او همچنین مشاور سردبیر نشریه مقام موسیقایی از سال ۱۳۷۴ تا کنون بوده و از جشنواره هفت اورنگ برنده لوح تقدیر شده‌است.

## آثار
- نگارش مقدّمهٔ «ردیف موسیقی ایران برای پیانو» اثر استاد جواد معروفی، فروردین ۱۳۷۲
- موسیقی‌نامه وزیری، انتشارات معین، ۱۳۷۸
- کتابشناسی موسیقی ایران، جلد اول، انتشارات سوره مهر، ۱۳۸۶
- خاطراتی از رفتگان موسیقی در دوجلد در دست انتشار (سوره مهر)
- خاطرات جواد بدیع‌زاده
- خاطرات هنری میلاد کیایی